# Жерве (дворянские роды)
Жерве — русские дворянские роды (всего три), при этом два ведут своё происхождение из Франции и один — из Пруссии (Германии).
- Жерве, Александр Карлович (1779—1858) — генерал-лейтенант, комендант Тобольска.
- Жерве, Андрей Андреевич (1773—1832), генеральный консул в Молдавии (1802—1804), экспедитор канцелярии М-ва ин. дел, член свиты имп. Александра I в Главной квартире действующей армии (1806—1807), член Комиссии погашения долгов (с 1817 г.).
- Андрей Львович Жерве, академик архитектуры, поступил в русскую службу в 1769. Его род внесен в III часть родословной книги Санкт-Петербургской губернии.
- Борис Борисович Жерве (1878—1934) — российский военно-морской теоретик и историк, капитан 1 ранга (1917), профессор (1927). Начальник Военно-морской академии.
- Виктор Всеволодович Жерве (1867—?) — русский офицер и военный писатель, герой Первой мировой войны.
- Жерве, Владимир Александрович (1816—1870) — генерал-майор, герой обороны Севастополя во время Крымской войны.
- Жерве, Иван Карлович (нем. Johann Friedrich Gervais; 1800—1862) — русский военачальник, генерал-майор.
- Жерве, Карл Еремеевич (Ганнибал; 1755—1818) — генерал-майор, выборгский комендант.
- Карл Леонтьевич Жерве (1787—1852) — генерал-майор, комендант Тираспольской крепости.
- Константин Карлович Жерве (1803—1877) — инженер-генерал-майор, мемуарист.
- Пётр Карлович Жерве (?? — 1890) — сенатор; попечитель Дерптского учебного округа, первый Сувалкский губернатор.
- Жерве, Пётр Любимович (1829—1907) — русский адмирал, герой Севастопольской обороны.